# إضافة مترافقة محبة للنوى

تفاعل إضافة مترافقة محبة للنوى

تفاعل الإضافة المترافقة المحبة للنوى هو تفاعل كيميائي يستخدم في الاصطناع العضوي من أجل تشكيل روابط كربون-كربون جديدة، حيث تهاجم فيها الكواشف المحبة للنوى (النكليوفيلات) المركبات الحاوية على رابطة كربونيل في جزيء غير مشبع، مثل البوتينون، بوجود حفّازات من مركبات عضوية فلزية مثل النحاس أو الزنك: